# Hermenegildo (nombre)
Hermenegildo es un nombre propio masculino de origen germano en su variante en español. Proviene del gótico Airmanagild, de airmana, «ganado mayor» (bovino y caballar), y gilds, «valor», por lo que significa «el valor del ganado», «el que vale por su ganado».

## Santoral
- 13 de abril: San Hermenegildo, príncipe visigodo, mártir.
- 6 de noviembre: Beato Hermenegildo de la Asunción, mártir trinitario español.

## Variantes
- Femenino: Hermenegilda.
- Diminutivo: Hermen, Gildo.

| Variantes en otras lenguas | Variantes en otras lenguas  |
| -------------------------- | --------------------------- |
| Español                    | Hermenegildo                |
| Alemán                     | Hermenegild                 |
| Catalán                    | Hermenegild, Ermengol       |
| Checo                      | Hermenegild                 |
| Euskera                    | Kermeilda                   |
| Francés                    | Herménégilde                |
| Gallego                    | Hermenexildo                |
| Holandés                   | Hermenegild                 |
| Inglés                     | Hermenegild                 |
| Italiano                   | Ermenegildo                 |
| Latín                      | Hermenegildus               |
| Polaco                     | Hermenegild                 |
| Portugués                  | Hermenegildo                |
| Ruso                       | Герменегильд (Germenegil'd) |
| Sardo                      | Ermenegildu                 |
| Serbio                     | Херменегилд (Hermenegild)   |
| Sueco                      | Hermenegild                 |